# Tineke den Dulk
 (février 2024).
Si vous disposez d'ouvrages ou d'articles de référence ou si vous connaissez des sites web de qualité traitant du thème abordé ici, merci de compléter l'article en donnant les références utiles à sa vérifiabilité et en les liant à la section « Notes et références ».
Tineke den Dulk, née le 5 juin 1997 à Leeuwarden, est une patineuse de vitesse sur piste courte belge.

## Carrière
En 2019, elle est réserviste pour les Pays-Bas lors des Championnats du monde de patinage de vitesse sur piste courte 2019 dans les manches de l'épreuve de relais, au cours desquelles l'équipe néerlandaise remporte la médaille d'or en finale.
En décembre 2020, Den Dulk annonce qu'elle veut prendre la nationalité belge, afin de pouvoir concourir pour la Belgique en mars 2021. Elle vit à Hasselt depuis 2019 et rejoint la sélection belge pour s'entraîner. La nationalité lui est accordée peu de temps après.

### Coupe du monde de 2022-2023
Aux Coupe du monde de patinage de vitesse sur piste courte 2022-2023 à Montréal, elle est médaillée d'argent avec le relais mixte. Elle est également médaillée d'argent et de bronze à Almaty avec le relais mixte.

### Championnats d'Europe 2023
Aux Championnats d'Europe de patinage de vitesse sur piste courte 2023 à Gdańsk, elle est médaillée d'argent avec le relais mixte.

### Championnats d'Europe 2024
Aux Championnats d'Europe de patinage de vitesse sur piste courte 2024 à Gdańsk, elle est médaillée de bronze avec le relais mixte.

## Palmarès

### Coupe du monde
- Montréal 2022-2023 :
  -  Médaille d'argent en relais mixte.
- Almaty 2022-2023 :
  -  Médaille d'argent en relais mixte.
  -  Médaille de bronze en relais mixte.

### Championnats d'Europe
- Dordrecht 2019 :
  -  Médaille d'or en relais 3 000 m.
- Gdańsk 2023 :
  -  Médaille d'argent en relais mixte.